# Андалоро, Джузеппе
Джузеппе Андалоро (итал. Giuseppe Andaloro; род. 21 января 1982, Палермо) — итальянский пианист.
Окончил Миланскую консерваторию имени Верди, воспитанник Винченцо Бальцани. Начиная с 2000 г. выиграл ряд национальных и международных пианистических конкурсов, включая первый Международный конкурс музыкантов в Сэндае (2001), последний, 19-й конкурс имени Казеллы и 55-й конкурс имени Бузони (2005).
Репертуар Андалоро довольно широк, простираясь от Баха и Гайдна через Листа к таким авторам XX века, как Лигети и Мессиан.
В последние годы Андалоро также выступает как композитор и дирижёр.